# Aphaereta ithacensis
Aphaereta ithacensis är en stekelart som beskrevs av Fischer 1966. Aphaereta ithacensis ingår i släktet Aphaereta och familjen bracksteklar. Inga underarter finns listade i Catalogue of Life.